# Kwiatówka (Natura 2000)

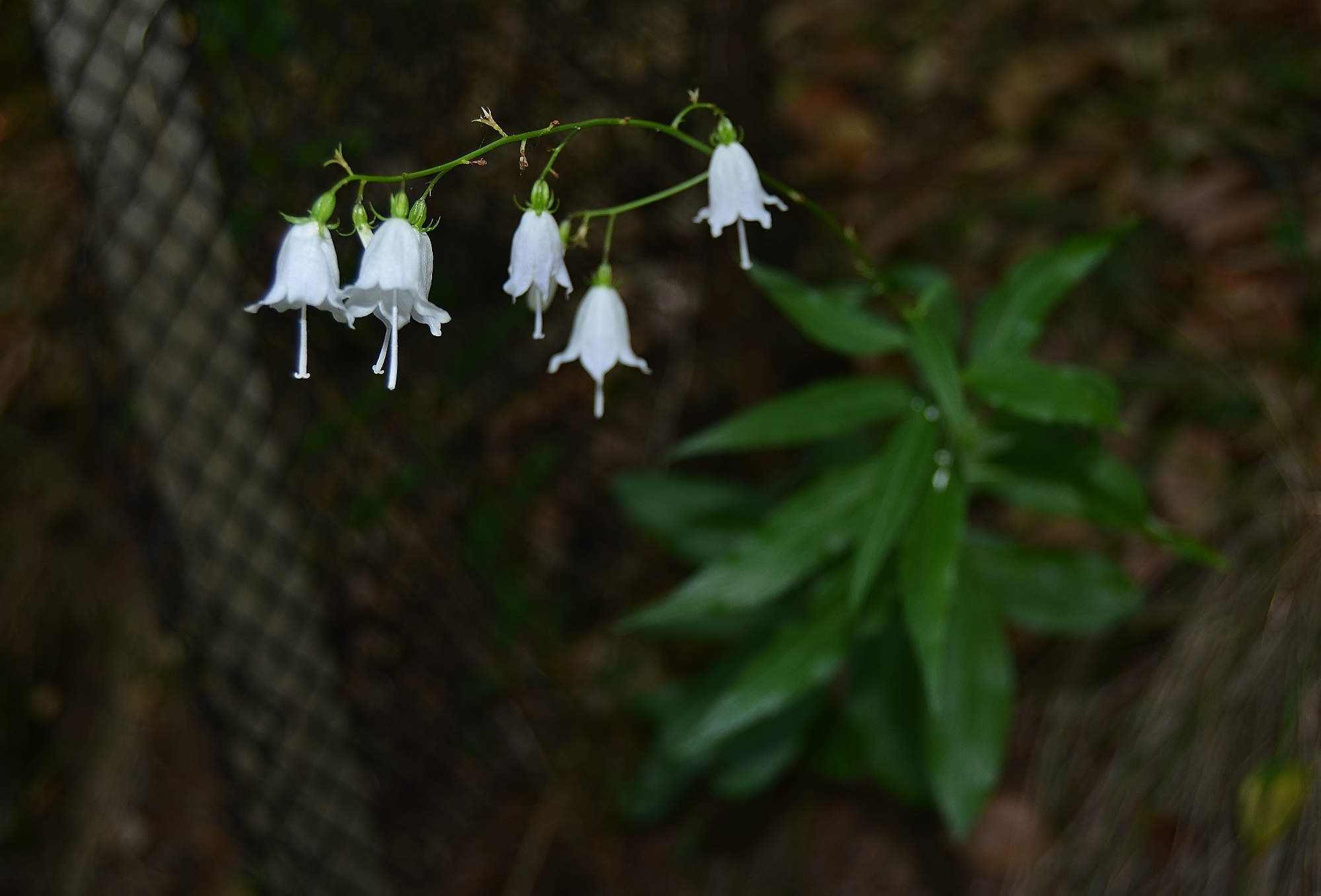
Dzwonecznik wonny

Kwiatówka (PLH120056) – projektowany specjalny obszar ochrony siedlisk, aktualnie obszar mający znaczenie dla Wspólnoty, położony na Garbie Wodzisławskim, na terenie gminy Książ Wielki. Składa się z dwóch płatów o łącznej powierzchni 46,96 ha.
Obszar leży w obrębie Obszaru Chronionego Krajobrazu Wyżyny Miechowskiej. 24,28% powierzchni obszaru „Kwiatówka” chroni jednocześnie rezerwat przyrody Kwiatówka.
W obszarze podlegają ochronie dwa typy siedlisk z załącznika I dyrektywy siedliskowej:
- świetlista dąbrowa (Potentillo albae-Quercetum)
- grąd (Tilio-Carpinetum)

Występuje tu dzwonecznik wonny (Adenophora lilifolia) – gatunek z załącznika II.
Dodatkowo, występują tu gatunki roślin objętych ochroną gatunkową lub zagrożonych:
- tojad dzióbaty (Aconitum variegatum)
- kopytnik pospolity (Asarum europaeum)
- pluskwica europejska (Cimicifuga europaea)
- konwalia majowa (Convallaria majalis)
- wawrzynek wilczełyko (Daphne mezereum)
- goździk pyszny (Dianthus superbus)
- przytulia wonna (Galium odoratum)
- lilia złotogłów (Lilium martagon)
- listera jajowata (Listera ovata)
- gnieźnik leśny (Neottia nidus-avis)
- podkolan biały (Platanthera bifolia)
- pierwiosnek lekarski (Primula veris)
- róża francuska (Rosa gallica)
- pełnik europejski (Trollius europaeus)
- ciemiężyca zielona (Veratrum lobelianum)
- kalina koralowa (Viburnum opulus)